# Malu Dreyer
Marie-Luise Anna (Malu) Dreyer (Neustadt an der Weinstraße, 6 februari 1961) is een Duits politica namens de Sozialdemokratische Partei Deutschlands (SPD). Van 2013 tot 2024 was zij de eerste vrouwelijke minister-president van de Duitse deelstaat Rijnland-Palts.

## Biografie
Malu Dreyer groeide op in Rijnland-Palts. Ze volgde onderwijs aan een gymnasium in Neustadt an der Weinstraße, waarna ze aanvankelijk Engels en theologie ging studeren aan de Johannes Gutenberg Universiteit in Mainz. Een jaar later schakelde ze over op een studie rechten. Ze slaagde in 1987 voor haar eerste Staatsexamen en drie jaar later voor haar tweede.
Vanaf 1989 was Dreyer aan de Universiteit van Mainz werkzaam als onderzoeksassistent. In 1991 werd ze benoemd tot reclasseringsrechter en later als officier van justitie in Bad Kreuznach.
Dreyer werd in 1994 lid van de sociaaldemocratische SPD. Tussen 1995 en 1997 was ze actief in de lokale politiek van de stad Bad Kreuznach, waarna ze aansluitend wethouder van Sociale Zaken werd in Mainz. In mei 2002 nam ze zitting in de regering van Rijnland-Palts, meer bepaald in het derde kabinet van toenmalig minister-president Kurt Beck. Ze werd er minister van Sociale Zaken, Werk en Volksgezondheid en nam hiermee de plaats in van de vroegtijdig opgestapte Florian Gerster. Ze behield dit ministerschap ook in de volgende kabinetten van Beck en oefende de functie in totaal bijna elf jaar uit.
Tussen 2005 en 2013 was Dreyer tevens voorzitter van de SPD in Trier. Na de verkiezingen van 2006 werd ze lid van het parlement van Rijnland-Palts (de Landdag) en werd hierin sindsdien telkens met een Direktmandat verkozen.

### Minister-president
Toen minister-president Beck in januari 2013 voortijdig aftrad, werd Dreyer door de Landdag verkozen tot zijn opvolger. Zij werd hiermee de eerste vrouwelijke minister-president van Rijnland-Palts. Haar kabinet, een coalitie van SPD en Bündnis 90/Die Grünen, was grotendeels een voortzetting van de voorgaande regering van Beck. Bij de lokale verkiezingen van 2016 fungeerde Dreyer voor het eerst als lijsttrekker. Hoewel de peilingen een zege voorspelden voor de christendemocratische CDU van Julia Klöckner, slaagde Dreyer erin om met de SPD alsnog de meeste zetels te veroveren. Samen met Bündnis 90/Die Grünen en de FDP vormde ze vervolgens een verkeerslichtcoalitie. Het kabinet-Dreyer II trad aan op 18 mei 2016.
Vanaf 1 november 2016 was Dreyer één jaar lang voorzitter van de Bondsraad. In 2019 nam ze enkele maanden het federale leiderschap van de SPD waar na het terugtreden van Andrea Nahles. Naast haar werk als minister-president werd Dreyer in 2017 tevens voorzitter van de raad van bestuur van de ZDF.
Bij de deelstaatverkiezingen van 2021 in Rijnland-Palts wist de zittende regering haar meerderheid te behouden, waarna Dreyer werd herkozen als minister-president. Later dat jaar kreeg ze te maken met hevige overstromingen in haar deelstaat, waarbij vele doden en gewonden vielen. Verschillende partijen en media verweten haar kabinet niet adequaat te hebben gehandeld toen de ramp zich voltrok. Dit leidde tot het aftreden van minister van Binnenlandse Zaken Roger Lewentz, maar Dreyer zelf bleef in functie. Herhaaldelijk werd zij opgeroepen om wegens nalatigheid excuses aan te bieden aan de slachtoffers, maar Dreyer weigerde dit te doen en verklaarde een dergelijke natuurramp als overmacht te zien.
In juni 2024 kondigde Dreyer wegens gezondheidsredenen haar vroegtijdige vertrek aan als minister-president. Ze werd na een ambtsperiode van 11,5 jaar opgevolgd door haar partijgenoot Alexander Schweitzer, die sinds 2021 minister van Arbeid en Sociale Zaken was geweest in haar kabinet.

### Persoonlijk
Dreyer is katholiek en sinds 2004 getrouwd met Klaus Jensen, die tussen 2007 en 2015 namens de SPD burgemeester was van Trier. In 1995 werd bij Dreyer multiple sclerose gediagnosticeerd, waardoor zij in sommige gevallen aangewezen is op een rolstoel.